# Anatkina vespertinula
Anatkina vespertinula är en insektsart som först beskrevs av Gustav Breddin 1903.  Anatkina vespertinula ingår i släktet Anatkina och familjen dvärgstritar. Inga underarter finns listade i Catalogue of Life.